# Сертаб Еренер
Сертаб Еренер (тур. Sertab Erener; Истанбул, Турска, 4. децембар 1964) је турска кантауторка, победница Песме Евровизије 2003.
Отац јој се звао Низаметин (тур. Nizamettin), а мајка Јуцел (тур. Yücel). Пре него што је почела да се бави музиком, студирала је на једном Истанбулском универзитету. Сертаб се 1989. и 1990. такмичила на избору за представника Турске на Песми Евровизије са песмама „Hasret“ и „Sen Benimlesin“, али оба пута није успела да победи. Свој први студијски албум — „Sakin Ol!“ је објавила 1992, а у наредних девет година их је објавила још четири, такође на турском језику.
Своју прву компилацију — „Sertab“ објавила је 2000. Албум је поново објављен три године касније.
Пошто је из трећег покушаја успела да победи на избору за представника Турске на Песми Евровизије, Еренерова се такмичила 2003. у Риги са песмом „Everyway That I Can“. Са 167 освојених поена, заузела је прво место, доневши својој земљи на тај начин прву победу на овом такмичењу. Наредне године је издала свој први албум на енглеском језику — „“. Са овог албума су издата 4 сингла, међу којима је и песма „Everyway That I Can“.
Следећи албум је издала 2005. и био је на турском језику — „Aşk Ölmez“. Песме којима је албум промовисан биле су „Aşk Ölmez, Biz Ölürüz“ и „Satılık Kalpler Şehri“. Исте године се појавила у документарном филму немачког режисера турског порекла Фатиха Акина — „Crossing the Bridge: The Sound of Istanbul“. У филму је извела обраду Мадонине песме „Music“. Сертаб је учествовала у прослави педесетогодишњице постојања Песме Евровизије — „Congratulations“, која је уједно била и такмичење за најпопуларнију песму у њеној 50 година дугој историји. Еренерова је са 104 поена заузела девето место.
Године 2007. је објавила компилацију својих највећих хитова на албуму под називом „The Best of Sertab Erener“. Први албум са ремиксима њених песама — „Sertab Goes to the Club“ издат је такође 2007. Пет година након што је издат њен први албум на енглеском језику, Сертаб Еренер је 2009. објавила албум „Painted on Water“, као и сингл „Bu Böyle“.

## Дискографија
- (1992)
- (1994)
- (1996)
- (1999)
  -  (1999)
- (E.P.; 2000)
- (2000/2003)
- (2001)
- (сингл; 2002)
- (2004)
- (2004)
  -  (2003)
  -  (2004)
  -  (2004)
- (2005)
  -  (2005)
- (2007)
- (2007)
- (сингл; 2007)
- (сингл; 2008)
- (2009)
- (сингл; 2009)